# Премія імені Збишека Цибульського

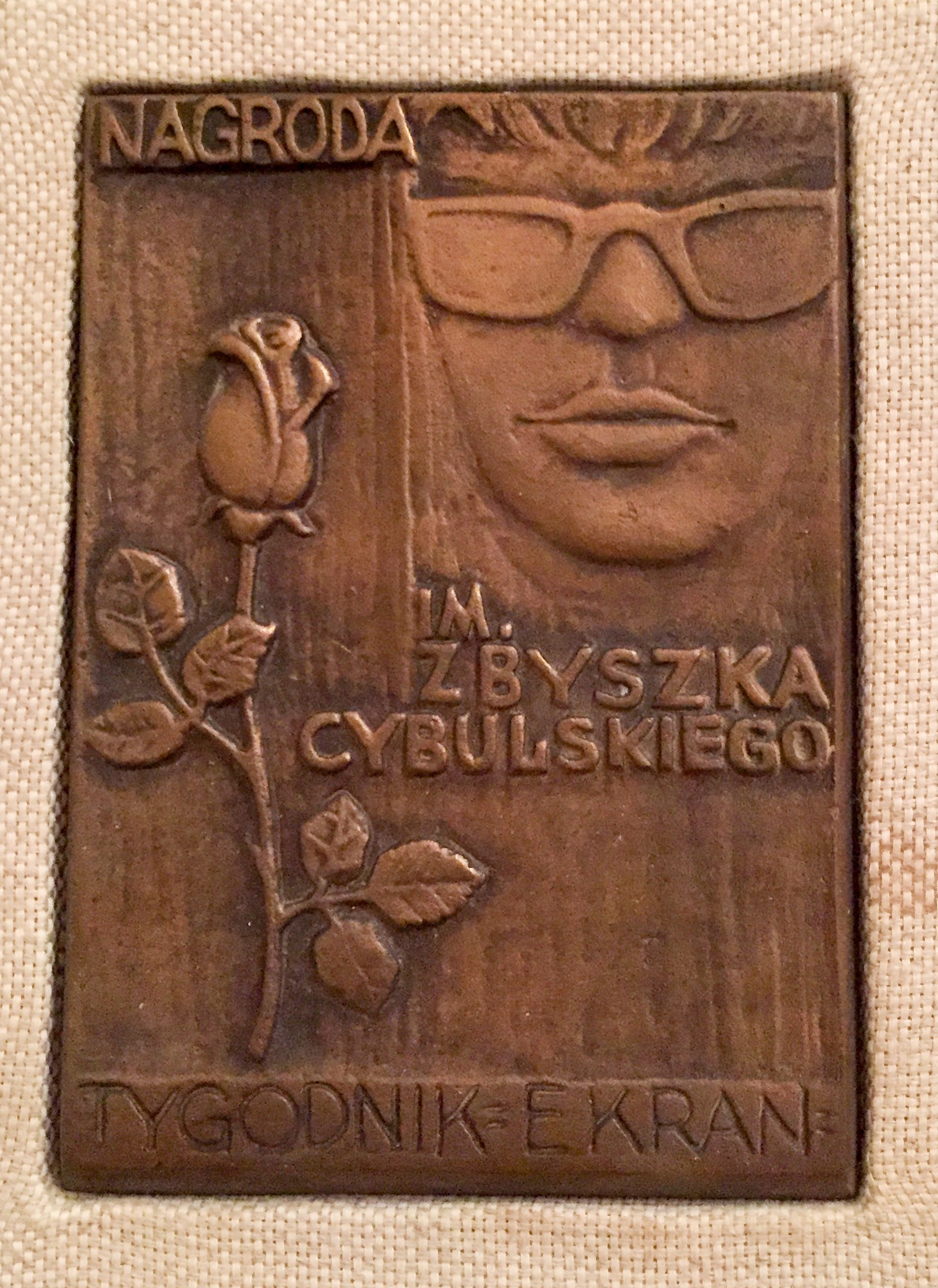
Премія ім.Збишека Цибульського в 1980-х роках.

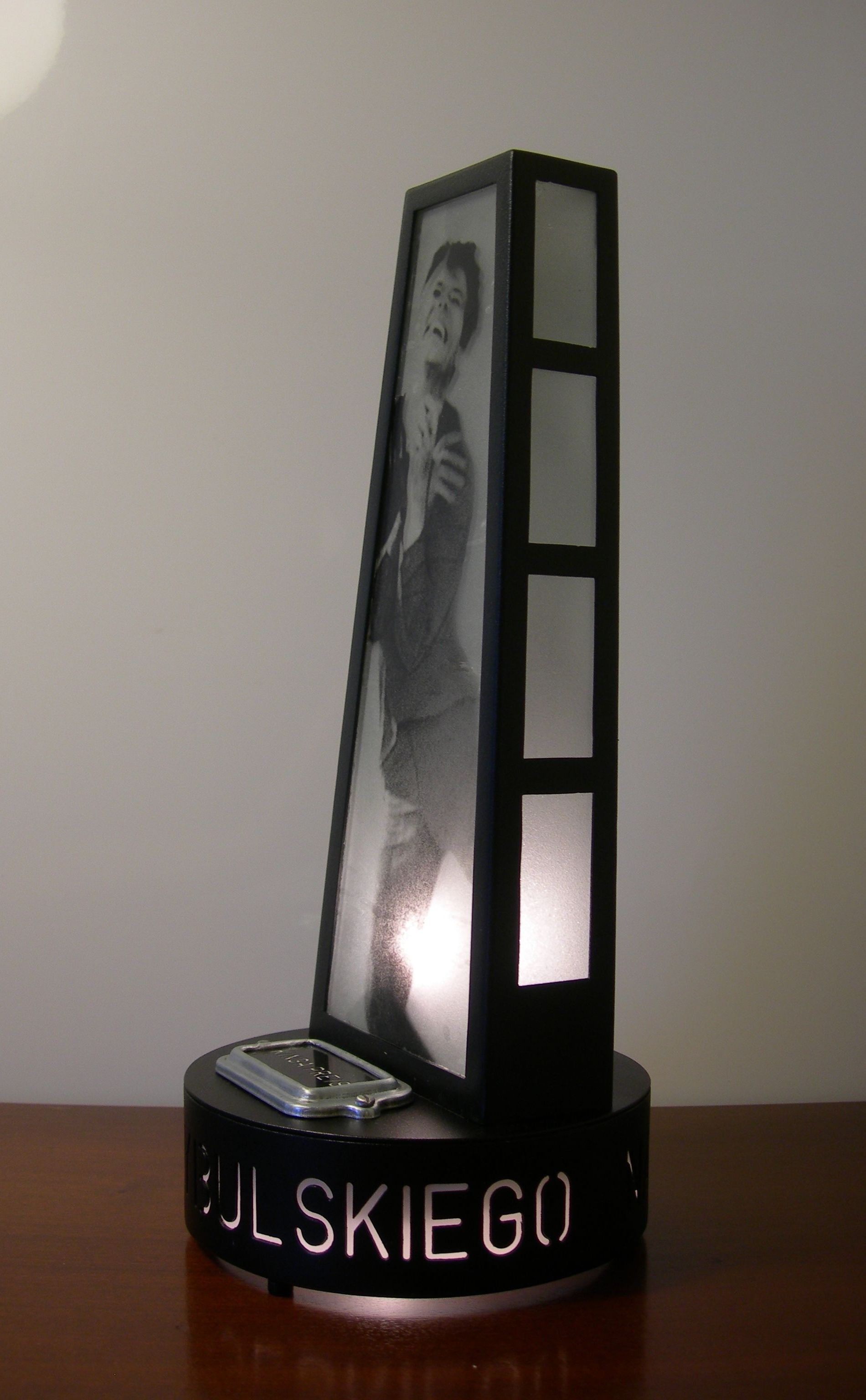
Нагородна статуетка з 2005 року

Премія ім.Збишека Цибульського – Польська кінопремія для молодих акторів, які вирізняються видатною індивідуальністю, вручається з 1969 року. Меценатом премії є видатний польський актор Збігнєв Цибульський .
Ініціатором премії була Вєслава Чапінська, до 1995 року премію вручав журнал «Екран». У 2005 році, після 10-річної перерви, його відновив видавець місячника «Кіно» – фонд «Кіно». У 2008 році фонд «Кіно» видав книгу «Бути як Цибульський?», за редакцією Івони Цеґєлковной, присвячений лавреатам Премії.

## Переможці
- 1969: Даніель Ольбрихскі
- 1970: Маріан Опаня ("Стрибайте, сусіди!")
- 1971: Ольгерд Лукашевич ("Бжезіна")
- 1972: Майя Коморовська
- 1973: Ядвіга Янковська-Цєслак ( "Цю любов треба вбити")
- 1974: Францішек Тшецяк ("Всюди")
- 1975: Мачей Горай ("Темна річка")
- 1976: Малгожата Потоцька ( "Губаль", "Ярослав Домбровський", "Орел і Рішка")
- 1977: Габріела Ковнацька ( "Лускокрилі", театр телебачення)
- 1978: Кристина Янда (за яскравий дебют у художньому кіно та на телебаченні)
- 1979: Марек Кондрат ( Zakłate rewiry, Smuga cienia, Телевізійні театри)
- 1980: Кшиштоф Майхжак ( Арія для спортсмена, Вільні хвилини )
- 1981: Дорота Сталінська ( Без кохання )
- 1983: Laura Łącz ( Krab i Joanna, Faithful Scars, Filip z cannabis, White Tango ) і Piotr Bajor ( Ryś, Limuzyna Daimler-Benz )
- 1984: Ганна Мікуч і Міхал Ющакевич
- 1985: Марек Висоцький
- 1986: Малгожата Пєчинська та Ян Янковський
- 1987: Марія Пакулніс ( «Боденське озеро», «Веріфікація», «Зігфрід» ) та Едвард Жентара ( «Karate po Polsku», «Siekierezada», «Trzy mly »)
- 1988: Марія Гладковська ( Магнат ) і Пьотр Сівкевич ( Вчора, Потяг до Голлівуду )
- 1989: Adrianna Biedrzyńska ( Сходи вгору, сходи вниз, Незвичайна подорож Бальтазара Кобера, Борис Годунов, Komediantka i Teatry Telewizji)
- 1990: Збігнєв Замаховський
- 1992: Анна Майчер та Артур Жмієвський
- 1993: Катажина Скшинецька та Рафал Круліковський ( Перстень з орлом у короні )
- 1994: Марія Северин і Рафал Ольбрихскі
- 1995: Дорота Сегда та Марек Буковскі

## Нагороди 2005

### Номінований на головний приз
- Камілла Баар ( Вінчі )
- Агнешка Гроховська ( Вельтс )
- Майя Осташевська ( Трансформації )
- Марчін Дороціньскі ( PitBull )
- Rafał Maćkowiak ( Вниз барвистим пагорбом )
- Борис Шиць ( Симетрія )

### Переможці
- Нагорода журі – Марцін Дороціньский
- Премія редакції місячника «Кіно» для найкращої акторки молодого покоління – Майя Осташевська
- Приз глядацьких симпатій – Борис Шиць

## Нагороди 2006

### Номінований на головний приз
- Кароліна Грушка ("Закохані з Марони")
- Лукаш Сімлат ( "Закохані з Марони")
- Кінга Преіс ( "Судовий пристав")
- Томаш Кот ( Засуджений до блюзу )
- Агнешка Варчульська ( "Тепер я")
- Пйотр Гловацький ("Ода радості")

### Переможці
- Нагорода журі – Kinga Preis
- Приз глядацьких симпатій – Томаш Кот

## Нагороди 2007

### Номінований на головний приз
- Соня Богосевич ("Резерв")
- Марчін Бжозовський ("Хаос: Алея лайна")
- Йовіта Буднік ("Площа Спаса")
- Агнешка Гроховська ("Південь-Північ")
- Антоні Павліцький ( "Одужав, завтра йдемо в кіно")
- Maciej Stuhr ("Тестостерон")

### Переможці
- Приз журі – Соня Богосевич
- Приз глядацьких симпатій – Марцін Бжозовський

## Нагороди 2008

### Номінований на головний приз
- Малгожата Бучковська ("0 1 0")
- Рафал Мачковяк  ("Сонливість")
- Антоні Павліцький ("Уламки")
- Мацей Штур ("33 сцени з життя")
- Леслав Журек  ("Маленька Москва")

- Нагорода журі та приз глядацьких симпатій – Мацей Штур .

## Нагороди 2009

### Номінований на головний приз
- Малгожата Бучковська ( "Я - твоя")
- Агата Бузек ("Зворотні")
- Magdalena Czerwińska ("Кімната швидких побачень, Польсько-російська війна")
- Рома Ґонсіоровська ( "Я твоя, Польсько-російська війна )
- Ерик Любос ("Моя кров")

### Переможці
- Приз журі: Ерик Лубос
- Приз глядацьких симпатій: Агата Бузек
- Спеціальна нагорода: Богуслав Лінда, Йоанна Щепковська

## Нагороди 2010

### Номінований на головний приз
- Магдалена Бочарська ( "Ружичка")
- Уршуля Грабовська ("Йоанна")
- Агнєшка Гроховська ("Не покидай мене, Три хвилини. 21:37")
- Матеуш Костюкевич ("Мати Тереза від котів")
- Wojciech Zieliński ( "Хрещення, Гойдалка")

### Переможці
- Нагорода журі: Матеуш Костюкевич
- Приз глядацьких симпатій: Войцех Зелінський

## Нагороди 2011

### Номінований на головний приз
- Магдалена Червінська  ("Кріт")
- Рома ГОнсьоровська  ("Ki")
- Якуб Гершал ("Кімната самогубців")
- Магдалена Пославська ("Проста історія про кохання")
- Лешек Ліхота ("Лінч")

### Переможці
- Нагорода журі: Магдалена Пославська
- Приз глядацьких симпатій: Якуб Гершал

## Нагороди 2012

### Номінований на головний приз
- Пйотр Гловацький ( 80 мільйонів )
- Джоанна Куліг ( спонсор )
- Агнешка Гроховська ( "Безсоромники" та "У темряві")
- Юлія Кійовська ("У темряві")
- Марчін Ковальчик ("Ти - Бог"")

### Переможці
- Нагорода журі: Марцін Ковальчик

## Нагороди 2013

### Номінований на головний приз
- Пьотр Гловацький ("Дівчина з шафи")
- Юлія Кійовська ("Кохання Славомира Фабіцького")
- Марта Нерадкевич («Мінливі хмарочоси»)
- Магдалена Берус ( Бейбі блюз )
- Давід Огроднік ( Я хочу жити )

### Переможці
- Нагорода журі: Пйотр Гловацький
- Нагорода глави: Агнєшка Гроховська

## Нагороди 2015 (за 2014/15)

### Номінований на головний приз
- Агнєшка Подсядлік ( "Дитина Шишка")
- Анна Прохняк ("Місто 44")
- Томаш Шухардт ("Стіна")
- Юстина Василевська ("Шашлик і гороскоп")
- Агнешка Жулевська ("Хімія")

### Переможці
- Нагорода журі: Agnieszka Żulewska

## Нагороди 2016

### Номінований на головний приз
- Юлія Кійовська ("Сполучені штати кохання")
- Марта Нерадкевич ( "Кампер, Сполучені Штати кохання")
- Давід Огроднік ("Остання родина")
- Філіп Плавяк ("Червоний павук")
- Пйотр Журавський ("Кампер")

### Переможці
- Нагорода журі: Марта Нерадкєвіч [1]

## Нагороди 2017

### Номіновані на головний приз
- Магдалена Берус ("Сатана сказав нам танцювати")
- Давід Огроднік ("Тиха ніч")
- Юліан Свєжевський ("Згода")
- Юстина Василевська ("Серце кохання")
- Софія Віхлач ("Амок") [2]

### Переможці
- Нагорода журі: Давід Огроднік [3]
- Нагорода голови журі: Юлія Кійовська

### Номінований на головний приз
- Бартош Біленя ("Боже тіло")
- Марія Дембська ("Гра, гра")
- Себастьян Фабіянський ("Мова птахів")
- Еліза Райцембел ("Ніна")
- Пьотр Журавський ("Інтер'єр") [4]

### Переможці
- Нагорода журі: Бартош Бєленя [5]
- Спеціальні премії ім Збишека Цибульського за внесок у творчість: Катаржина Фігура (за ролі у фільмах «Історії кохання», «Вбивця», «Сонячний годинник») та Анджей Хира («Борг»).

## Нагороди 2020/2021

### Номінований на головний приз
- Марія Дембська ("Тому що в мені є секс")
- Пьотр Троян ("25 років невинності. Справа Томека Коменди")
- Томаш Влосок ("Пісні про кохання")
- Томаш Зєтек ( "Гіацинт")

### Переможці
- Приз журі: Magdalena Koleśnik [6] ("Піт")

## Нагороди 2022

### Номінований на головний приз
- Ян Гринкевич ("Слон")
- Миколай Кубацький ("Апокавікса")
- Михайлина Лабач ("Весілля")
- Магдалена Вєчорек ("Уламок")

### Переможці
- Приз журі: Ерик Кульм молодший (Філіп)

## Нагороди 2023

### Номіновані
- Лена Гура (Імаго)
- Губерт Мілковський (Брати)
- Мацей Мусяловський (Хрестини)
- Матеуш Венцлавек (Фігурант)

### Лавреат
- Приз журі: Томаш Влосок («Зелений кордон»)

## Покликання
1. ↑  Marta Nieradkiewicz laureatką Nagrody Zbyszka Cybulskiego za rok 2016 dla najlepszej młodej aktorki. gazeta.pl. 12 квітня 2017.
2. ↑  Edycja 2017, 22 lutego 2018
3. ↑  Natalia Szostak, Nagroda im. Cybulskiego 2018. Dawid Ogrodnik najlepszym młodym aktorem w Polsce, 14 marca 2018
4. ↑  Komunikat prasowy z 7. listopada 2019. nagrodacybulskiego.pl (пол.). 7 листопада 2019.
5. ↑  Bartosz Bielenia zdobywcą Nagrody im. Zbyszka Cybulskiego!. rmf24.pl (пол.). 3 грудня 2019.
6. ↑  Magdalena Koleśnik laureatką Nagrody im. Zbyszka Cybulskiego! Na gali protestowała (пол.), 30 листопада 2021

## Зовнішні посилання
- Офіційний сайт